# Muzeum moderního umění Arken
Muzeum moderního umění Arken (dánsky Arken Museum for Moderne Kunst) je výtvarné muzeum, které sídlí v Ishøji na jihozápadním předměstí Kodaně a je součástí příměstského rekreačního areálu Køge Bugt Strandpark. Je soukromou institucí, která jako „státem uznané muzeum“ pobírá dotace od dánského ministerstva kultury. Bylo slavnostně otevřeno královnou Markétou II. 15. března 1996, kdy byla Kodaň Evropským hlavním městem kultury. První ředitelkou byla Anna Castbergová, která byla po půl roce odvolána, protože vyšlo najevo, že zfalšovala svůj profesní životopis a ve skutečnosti nemá požadovanou kvalifikaci.
Architektem muzejní budovy byl Søren Robert Lund, který vyhrál konkurs, i když v té době teprve studoval Královskou dánskou výtvarnou akademii. Stavba je vytvořena ve stylu dekonstruktivismu a má podobu lodi, korespondující s přímořskou krajinou. Název muzea proto odkazuje na Noemovu archu. Původně mělo muzeum celkovou plochu 9 200 m², v roce 2009 bylo rozšířeno na 13 500 m². Součástí komplexu je i kinosál, prodejna upomínkových předmětů a kavárna s výhledem na záliv.
Muzeum je zaměřeno na díla vznikající po druhé světové válce, hlavními tématy jsou „člověk v současném světě“ a „umělecké výrazové prostředky moderní doby“. Nacházejí se zde více než čtyři stovky artefaktů, především od umělců ze severní Evropy. Muzeum vlastní rozsáhlou sbírku děl Damiena Hirsta, zastoupeni jsou v něm také Aj Wej-wej, Andres Serrano, Anselm Reyle, Antony Gormley, Asger Jorn, Emil Westman Herz, Jeff Koons, Mona Hatoumová, Olafur Eliasson a Wolfgang Tillmans. Konají se zde i výstavy umělců starších generací, např. Alfonse Muchy nebo Anny Ancherové, jejichž dílo se kurátoři snaží zasadit do nového kontextu. Muzeum každoročně uděluje uměleckou cenu ARKENs kunstpris dotovanou 100 000 dánskými korunami.